# Калинин, Дмитрий Валерьевич
Дмитрий Валерьевич Калинин (13 апреля 1966 — 20 декабря 2018) — советский и российский киноактёр, режиссёр театра, радио и телевидения, драматург, педагог актёрского мастерства. Основатель и художественный руководитель Нового Арт Театра. Член Союза театральных деятелей Российской Федерации.

## Биография
Родился 13 апреля в 1966 году в Москве.
В 1983 году окончил московскую школу № 898 и поступил в Московский государственный индустриальный университет (бывший ВТУЗ при ЗИЛе), который бросил в 1985. С 1985 по 1987 год служил в Строительных войсках Советской армии. В 1989 году зачислен в Екатеринбургский государственный театральный институт (мастерская народного артиста РСФСР А. В. Петрова), который окончил в 1993 году по специальности «актер театра и кино». В этом же году поступил в Театральный институт имени Б. Щукина на факультет режиссуры, но прекратил обучение через год.
В 1994 году организовал театрально-телевизионную студию «Я сам Артист», которая занималась производством телевизионных проектов с участием детей. В том же 1994 году выпустил серию детских программ «Я сам Артист».
В 1995 году работал режиссёром на Московском телевизионном канале (нынешний ТВ Центр). В последующие два года до 1997 под руководством Калинина выходят такие программы, как «Свисток» и «Детский час». А видеозаписи детского юмористического сериала «Веселая семейка», выпускаемого Калининым на том же канале, сейчас хранятся в нью-йоркском Музее телевидения и радио.
В 1996 году Калинин начал работу в качестве автора и ведущего цикла радиопрограмм «Я сам артист», вещаемого радиостанцией «Надежда» и «Открытым радио». В 1997 году стал режиссёром серии телепередач «Спокойной ночи, малыши!» для Первого канала.
С 1999 года на базе театрально-телевизионной школы «Я сам Артист» Калинин основал одноимённый театр, в постановках которого участвовали его юные воспитанники. С 2000 по 2003 год спектакли театра «Я сам артист» шли на сцене Московского Театра на Юго-западе. На этом этапе творческую поддержку Калинину оказывал народный артист Российской Федерации и художественный руководитель театра на Юго-Западе В. Р. Белякович. В этот период появились такие театральные проекты, как «Правда о царе Салтане» и совместная с театром на Юго-Западе постановка «Маугли». Наряду с начинающими воспитанниками студии «Я сам Артист» в спектакле также были заняты артисты театра на Юго-западе: А. Горшков , О. Леушин, К. Дымонт, Г. Дронов, А. Матошин, О. Анищенко и Е. Сергеев.
В период с 2003 по 2009 год постановки Калинина проходили в Центральном Доме актёра имени А. А. Яблочкиной, на Малой сцене 
Театра имени Е. Б. Вахтангова, театральном центре СТД РФ «На Страстном»,Театре «Школа современной пьесы» и других. А также на фестивальных площадках и гастролях в Риге, Рязани, Калуге, Орле и Санкт-Петербурге.
С 2004 года театр Калинина «Я сам артист» поменял своё название на «Новый Арт Театр», которое носит и по сей день. В 2009 управа Донского района выделила Калинину собственную сценическую площадку по адресу: Ленинский проспект, 37а.
На данный момент в репертуаре Нового Арт Театра более 14 спектаклей, большинство из которых поставлены по авторским пьесам Калинина. В детской театральной студии, работающей при театре, постоянно занимаются более сотни детей от 4 до 18 лет. Калинин дал старт целому поколению выпускников, которые продолжают играть на сцене Нового Арт Театра и других театров Москвы. Среди них такие артисты, как: Т. Пузин, А. Плюснина, Е. Харланов, А. Балякина, М. Волкова, С. Лопатин и А. Горелов.
Ушёл из жизни 21 декабря 2018 года на 53-м году жизни.

## Творчество

### Роли в кино
- 1990 — «По прозвищу «Зверь»» — Митяй

### Режиссёрские работы в театре

#### Я сам артист
- 2000 — «Правда о царе Салтане»
- 2001 — «Fantazеры»
- 2002 — «Б. У. Ратино»
- 2003 — «Мисс Красная Шапка»

#### Московский Театр на Юго-Западе
- 2000 — «Маугли»

#### Новый Арт Театр
- 2002 — «Аве Мария Ивановна»
- 2005 — «Закон джунглей»
- 2006 — «Если ворон в вышине»
- 2006 — «Дихлофосу — нет!»
- 2007 — «Кое-что о том самом и не только»
- 2009 — «Мой адрес — контакт.ru»
- 2010 — «DJ Моцарт»
- 2011 — «Лошадиная песня»
- 2012 — «Дураки»
- 2013 — «Очень простая история»
- 2014 — «Странный сон сантехника Игната»
- 2016 — «Вода в стакане»
- 2017— «Маленькие трагедии»

### Драматургия
- 2001 — «Fantazеры» (инсценировка)
- 2002 — «Б. У. Ратино» (инсценировка)
- 2002 — «Аве Мария Ивановна»
- 2003 — «Мисс Красная Шапка» (инсценировка)
- 2005 — «Закон джунглей» (инсценировка)
- 2006 — «Фашист» («Если ворон в вышине»)
- 2006 — «Дихлофосу — нет!»
- 2007 — «Кое-что о том самом и не только»
- 2009 — «Мой адрес — контакт.ru»
- 2010 — «DJ Моцарт»
- 2011 — «Непреодолимое препятствие» («Лошадиная песня»)
- 2014 — «Странный сон сантехника Игната»
- 2017 — «Вода в стакане»

### Режиссёрские работы на телевидении и радио
- 1994 — «Я сам Артист»
- 1996 — «Мамин магазин»
- 1997 — «Веселая семейка»
- 1997 — «Свисток»
- 1997 — «Детский час»
- 1997 — «Спокойной ночи, малыши!»